# Every Soul By Sin Oppressed
Albums de La Muerte
Peep Show
(1986) Black God White Devil
(1988)
Every Soul By Sin Oppressed, sorti en 1987, est le premier album (LP) du groupe belge La Muerte.

## L'album
Après avoir publié trois EP, La Muerte sort enfin son premier album studio.

Seul album avec la batteuse Becky Wreck.

Dernier album avec le bassiste Sisco de la Muerte.

À l'exception de Mannish Boy tous les titres ont été composés par les membres du groupe.

## Les musiciens
- Marc du Marais : voix
- Dee-J : guitare
- Sisco de la Muerte : basse
- Becky Wreck : batterie

## Les titres
1. So Bad - 3 min 16 s
2. Motor Gang - 4 min 13 s
3. Big Trouble - 3 min 00 s
4. The Rope's Around Your Neck - 9 min 37 s
5. Banjo King - 3 min 51 s
6. Mannish Boy - 5 min 42 s
7. Guilty - 2 min 21 s
8. You're Not An Angel - 4 min 15 s

## Informations sur le contenu de l'album
- Une première version, live, de Motor Gang se trouve sur l'EP Peep Show.
- Mannish Boy : titre de Muddy Waters composé en 1955 et réenregistré en 1977 pour l'album Hard Again.
- Arno joue de l'harmonica sur les titres The Rope's Around Your Neck et Mannish Boy.